# Супс
Супс (адыг. Шӏупс) — посёлок в Тахтамукайском районе Республики Адыгея России. Входит в Тахтамукайское сельское поселение, находится на высоте 28 м над уровнем моря. Назван по реке Супс. 1 улица — Шоссейная.

## Население
| 2002 | 2010 | 2013 | 2014 | 2015 | 2016 | 2017 |
| ---- | ---- | ---- | ---- | ---- | ---- | ---- |
| 49   | ↗70  | ↗71  | ↗73  | ↘72  | ↗73  | ↘72  |
| 2018 | 2019 | 2020 | 2021 | 2023 | 2024 |      |
| ↘70  | →70  | ↗71  | ↘55  | ↘52  | ↘48  |      |

По данным Всероссийской переписи населения 2021 года:
| Народ   | Численность, чел. | Доля от всего населения, % |
| ------- | ----------------- | -------------------------- |
| русские | 48                | 87,27 %                    |
| адыги   | 6                 | 10,91 %                    |
| армяне  | 1                 | 1,82 %                     |
| всего   | 55                | 100,0 %                    |